# Garypus bonairensis
Garypus bonairensis es una especie de arácnido del orden Pseudoscorpionida de la familia Garypidae.

## Distribución geográfica
Se encuentra en la isla de Bonaire (Países Bajos).